# جبل لوميس
جبل لوميس، هو جبل يقع في جبال كاتسكيل في نيويورك شمال غرب والتون. يقع جبل والتون في الجنوب،ويقع قمة جبل باينز بروك في الجنوب الشرقي، ويقع تل جالوب شمال غرب جبل لوميس.